# Maria Bonnier Dahlins stipendium
Maria Bonnier Dahlins stipendium är ett svenskt konstnärsstipendium för yngre bildkonstnärer.
Maria Bonnier Dahlins stipendium delas sedan 1986 ut årligen under hösten till två eller tre bildkonstnärer, högst 35 år gamla. Stipendiebeloppet är på 100.000 kr. Stipendiemottagarna ställer ut verk på en utställning på Bonniers konsthall. 
Bakom stipendiet står Maria Bonnier Dahlins stiftelse, som grundades 1985 av Jeanette Bonnier till minne av dottern Maria Dahlin.

## Stipendiater
- 1986 Sissel Tolaas och Eva Löfdahl

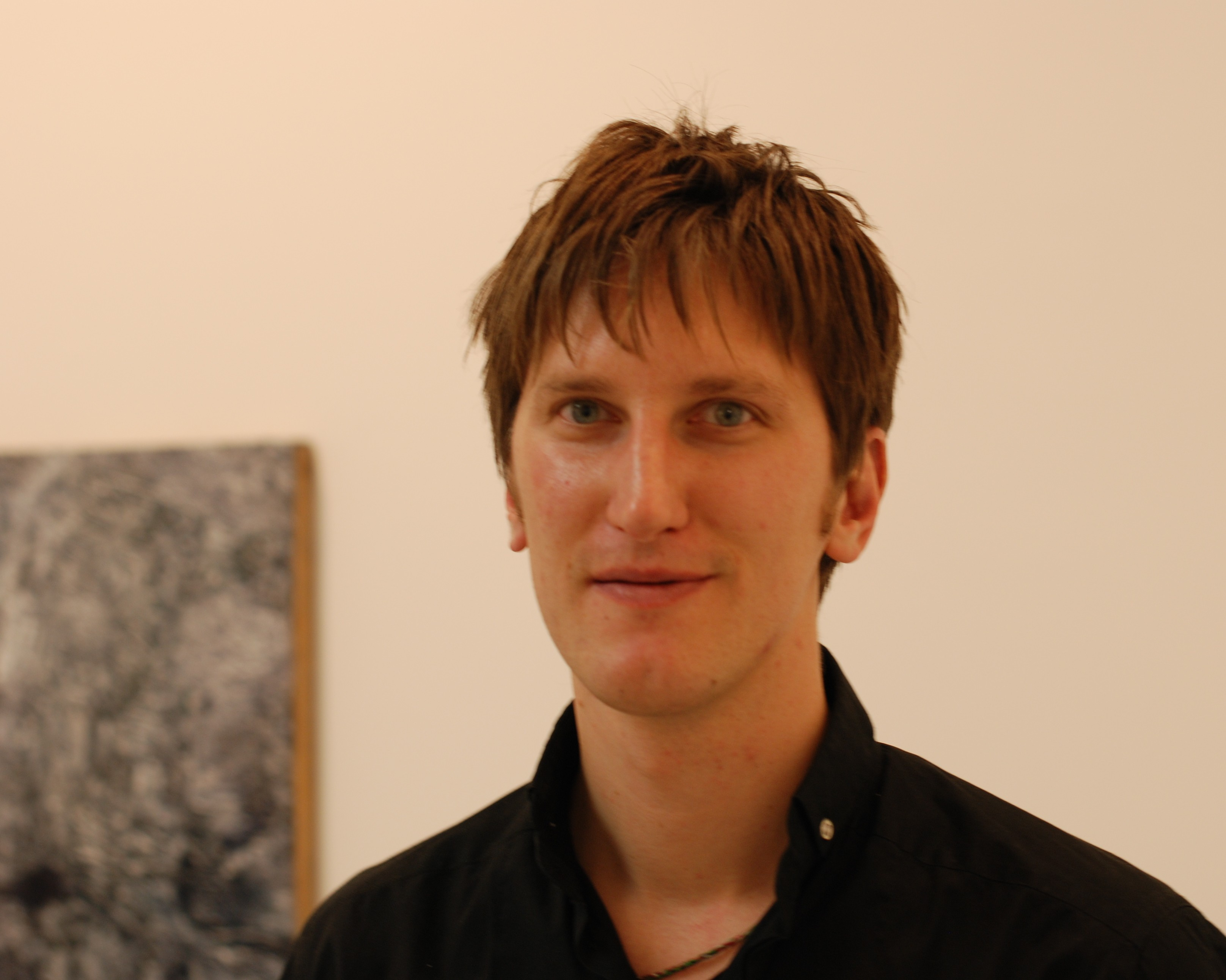
Viktor Rosdahl, stipendiat 2009

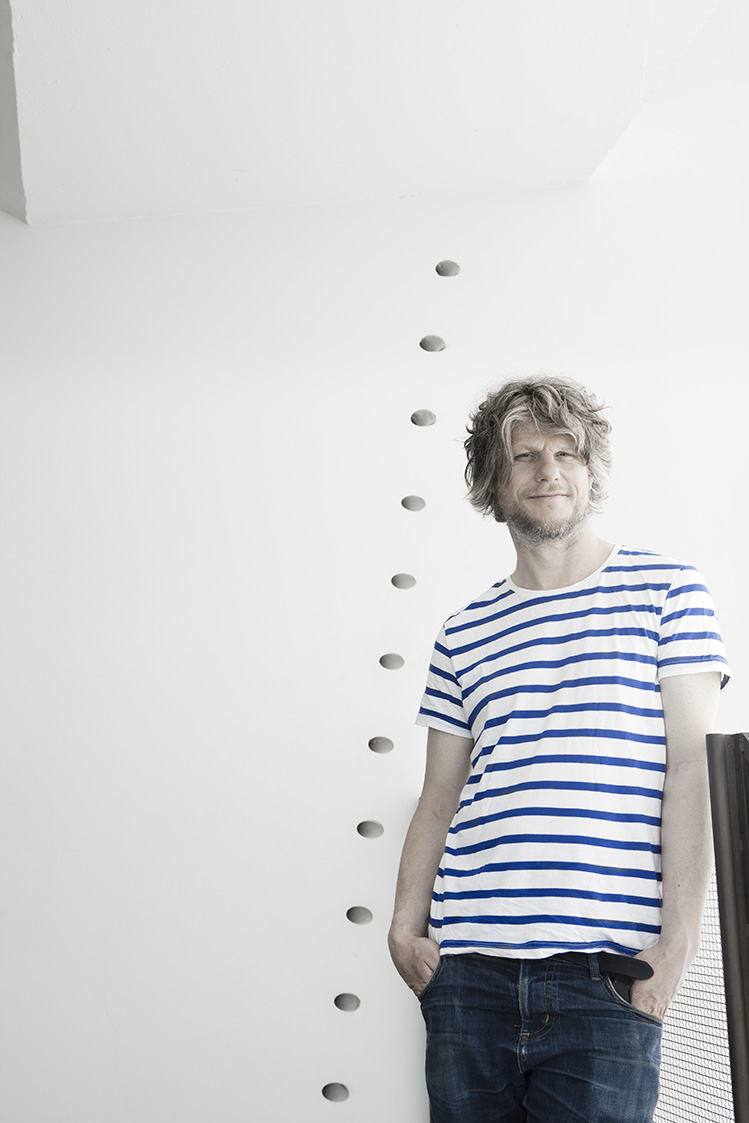
Jacob Dahlgren, stipendiat 1999

- 1987 Fredrik Wretman, Lena Laurin-Karlström och Föreningen Läderfabriken
- 1988 Martin Wickström, Roger Risberg och Cecilia Edefalk
- 1989 Per Hüttner, Martin Ålund och Stefan Karlsson
- 1990 Cecilia Sikström, Sissel Wibom och Thomas Olsson
- 1991 Olov Tällström, Karin Mamma Andersson och Sunniva McAlinden
- 1992 Gunnar Larsson, Peter Ern och Birgitta Muhr
- 1993 Thomas Henriksson, Arijana Kajfes och Michael West
- 1994 Karin Ohlin, Richard G. Karlsson och Klara Kristalova
- 1995 Björn Stampes, Magnus Wassborg  och Johanna Karlin
- 1996 Cecilia E. Parsberg och Åsa Larsson
- 1997 Tanja Airaksinen och Carl-Fredrik Ekström
- 1998 Eva Marklund, Fredrik Persson och Helena Mutanen
- 1999 Linn Fernström, Marcus Eek och Jacob Dahlgren
- 2000 Charlotte Enström och Björn Perborg
- 2001 Petra Lindholm och Sonja Nilsson
- 2002 Thomas Broomé och Stina Sigell
- 2003 Ann Böttcher, Tilda Lovell och Gunnel Wåhlstrand
- 2004 Lisa Jeannin och Lisa Jonasson
- 2005 Lina Selander och Johan Svensson
- 2006 Lars Brunström och Nina Sverdrup
- 2007 Johannes Heldén, Caroline Mårtensson och Martin Sundvall
- 2008 Jessica Faiss, EvaMarie Lindahl och Mathias Kristersson
- 2009 Sofia Bäcklund, Kristina Matousch och Viktor Rosdahl
- 2010 Paul Fägerskiöld och Jenny Yurshansky
- 2011 Olof Lindström och Kico Wigren
- 2012 Pauliina Pietilä, Nadja Bournonville och Sara Wallgren
- 2013 Josef Bull, Olof Inger och Nanna Nordström
- 2014 GideonssonLondré (Lisa Gideonsson och Gustaf Londré), Dit-Cilinn Sundqvist och Ellisif Hals
- 2015 Caspar Forsberg, Linus Nordensson Spångberg och Max Ockborn
- 2016 Jasmin Dayani och Hilde Retzlaff
- 2017 Lap-See Lam och Olle Norås
- 2018 Liva Isakson Lundin och Linnéa Sjöberg
- 2019 Olof Marsja och Iris Smeds[1]
- 2020 Ida Idaida och Fathia Mohidin[2]
- 2021 Ferdinand Evaldsson och Tobias Bradford
- 2022 Simon Wadsted och Sara Ekholm Eriksson[3]